# Musca tempestiva
Musca tempestiva este o specie de muște din genul Musca, familia Muscidae, descrisă de Fallen în anul 1817. Conform Catalogue of Life specia Musca tempestiva nu are subspecii cunoscute.